# Girolamo Carafa (1564-1633)
Girolamo Carafa (Montenero di Bisaccia, 1564 – Genova, 4 aprile 1633) è stato un militare e politico italiano.

## Biografia
Girolamo nacque nel 1564 a Montenero di Bisaccia, nell'Abruzzo Citra, da Rinaldo Carafa, I marchese di Montenero (esponente dei Carafa della Stadera) e Porzia Caracciolo, figlia di Bernabò, I duca di Sicignano.
All'età di quattordici anni venne mandato a Roma per compiervi i propri studi sotto la guida dello zio, il cardinale Antonio Carafa. Sposò il 26 ottobre del 1582 Ippolita de Lannoy, una discendente di Carlo di Lannoy (era infatti la figlia di Antonio de Lannoy, terzogenito di Clemente de Lannoy, il quale era uno dei figli cadetti di Carlo).
Nel 1587 Girolamo si arruolò nell'esercito spagnolo, contro la volontà della famiglia. Inizialmente servì agli ordini di Alessandro Farnese nelle Fiandre. Lo troviamo in seguito in Francia, partecipando alla difesa di Rouen (1592), assediata da Enrico IV di Francia. Tornò successivamente nei Paesi Bassi.
Prese parte alla guerra franco-spagnola (1595-1598) (detta anche Guerra dei tre Enrichi, parte conclusiva della Guerre di religione francesi), combattendo in scontri secondari lungo il confine francese. Nel 1597 tuttavia prese parte alla difesa di Amiens assediata dalle forze francesi, divenendo di fatto il comandante in capo dopo la morte di Hernán Tello de Portocarrero. Girolamo condusse una efficace difesa della città assediata che tuttavia fu costretta a capitolare il 25 settembre del 1597.
Ritornato nuovamente nei Paesi Bassi, Girolamo partecipò all'assedio di Ostenda. Dopo la resa di questa città, avvenuta nel 1604, venne inviato in Italia, partecipando a operazioni militari nel Ducato di Savoia. Conclusasi questa campagna militare, Girolamo si recò a Madrid, venendo nominato poco dopo comandante della cavalleria spagnola del Regno di Sicilia. Di fatto tuttavia non esercitò tale incarico dal momento che i suoi servigi vennero richiesti da Ferdinando II d'Asburgo. Girolamo combatté inizialmente sotto il comando di Karel Bonaventura Buquoy contro i ribelli boemi, in seguito condusse un piccolo esercito contro Gabriele Bethlen in Ungheria, impedendo il congiungersi delle forze di questi con quelle boeme. Tale risultato avrebbe avuto un certo rilievo dal punto di vista strategico, contribuendo all'esito positivo per le forze imperiali della battaglia della Montagna Bianca. In seguito alla conclusione delle ostilità con Bethlen, Girolamo venne premiato da Ferdinando II con il titolo di principe del Sacro Romano Impero, venendo inoltre nominato consigliere privato del sovrano e maresciallo di campo del Sacro Romano Impero.
Ritornato inizialmente in Italia (a Milano) venne in seguito richiamato in Spagna venendo nominato viceré d'Aragona. Morì a Genova nel 1633 accompagnando nelle Fiandre Ferdinando d'Asburgo (1609-1641), il quale si recava ad assumere l'incarico di governatore dei Paesi Bassi spagnoli.